# Sam Miller (Regisseur)
Sam Miller (* 28. September 1962 in Saxmundham, Suffolk, England) ist ein britischer Filmregisseur. Er ist unter anderem bekannt für seine Arbeit an den BBC-Dramaserien Cardiac Arrest, This Life und Luther. Miller ist der Vater des Schauspielers William Miller.

## Filmografie

### Regie
- 1994: The Bill (Fernsehserie, 4 Episoden)
- 1994: Love’s Lost Hour (Kurzfilm)
- 1995: Cardiac Arrest (Fernsehserie, 4 Episoden)
- 1995: Out of the Blue (Fernsehserie, 2 Episoden)
- 1996: This Life (Fernsehserie, 3 Episoden)
- 1997: King Leek (Fernsehfilm)
- 1998: King Girl (Fernsehfilm)
- 1998: Among Giants – Zwischen Himmel und Erde (Among Giants)
- 1999: Elephant Juice
- 2003–2009: Spooks – Im Visier des MI5 (Spooks, Fernsehserie, 6 Episoden)
- 2004: Murder City (Fernsehserie, 2 Episoden)
- 2004: Quite Ugly One Morning (Fernsehfilm)
- 2005: The Quatermass Experiment (Fernsehfilm)
- 2006: Die letzten Tage von Krakatau (Krakatoa: The Last Days, Fernsehfilm)
- 2006: Tripping Over (Fernsehserie, 3 Episoden)
- 2008: Hotel Babylon (Fernsehserie, 2 Episoden)
- 2008: Waking the Dead – Im Auftrag der Toten (Waking the Dead, Fernsehserie, 2 Episoden)
- 2009: The Fixer (Fernsehserie, 2 Episoden)
- 2009: 10 Minute Tales (Fernsehserie, Episode 1x04)
- 2010: Single Father (Miniserie, 4 Episoden)
- 2010–2015: Luther (Fernsehserie, 10 Episoden)
- 2012: Good Cop (Miniserie, 2 Episoden)
- 2013: Low Winter Sun (Fernsehserie, 2 Episoden)
- 2014: Black Sails (Fernsehserie, 2 Episoden)
- 2014: Those Who Kill (Fernsehserie, Episode 1x07)
- 2014: Keine gute Tat (No Good Deed)
- 2015: Fortitude (Fernsehserie, 4 Episoden)
- 2015: American Crime (Fernsehserie, Episode 1x07)
- 2015: Flesh and Bone (Miniserie, Episode 1x06)
- 2016: Marvel’s Luke Cage (Luke Cage, Fernsehserie, Episode 1x06)
- 2017: Guerrilla (Miniserie, 3 Episoden)
- 2017: Rellik (Miniserie, 4 Episoden)
- 2018: Marvel’s Daredevil (Daredevil, Fernsehserie, Episode 3x13)
- 2018: Trains that Changed the World (Fernsehserie, 6 Episoden)
- seit 2020: Snowpiercer (Fernsehserie)
- seit 2020: I May Destroy You (Fernsehserie)
- 2023: Black Mirror (Fernsehserie, Folge Loch Henry)
- 2024: Ein Gentleman in Moskau (A Gentleman in Moscow, Miniserie)

### Darsteller
- 1987: Auf Wiedersehen in Kairo (Fortunes of War, Miniserie, Episode 1x07)
- 1988: Piece of Cake (Miniserie, Episode 1x04)
- 1988: Gesprengte Ketten – Die Rache der Gefangenen (The Great Escape II: The Untold Story, Fernsehfilm)
- 1989: Wish Me Luck (Fernsehserie, Episode 2x01)
- 1989: Albert Campion (Campion, Fernsehserie, Episode 1x06)
- 1989: The Play on One (Fernsehserie, Episode 2x07)
- 1989: Boon (Fernsehserie, Episode 4x12)
- 1990: Casualty (Fernsehserie, Episode 5x01)
- 1990: Murder East – Murder West (Fernsehfilm)
- 1990–1993: The Bill (Fernsehserie, 163 Episoden)
- 1991: Van der Valk (Fernsehserie, Episode 4x04)
- 1992: Fergie & Andrew: Behind the Palace Doors (Fernsehfilm)
- 1997: Nil by Mouth
- 2006: Die letzten Tage von Krakatau (Krakatoa: The Last Days, Fernsehfilm, Sprechrolle)